# Калачев, Даниил Николаевич
Даниил Николаевич Калачев (род. 31 марта 1987, Кировск) — российский фристалист, выступающий в дисциплине слоуп-стайл, мастер спорта России.

## Биография
Родился в Мурманской области г. Кировск 31.03.1987 г.
До 17 лет занимался горными лыжами. За свою горнолыжную карьеру успел побывать в резерве сборной России по горным лыжам, стать многократным победителем всероссийских соревнований по горным лыжам, заслужить звание МС по горным лыжам.
В 24 года вошел в основной состав сборной России по фристайлу в дисциплине слоупстайл. Участник кубков Мира, а также двух чемпионатов Мира.
Чемпион России 2014 года по фристайлу в дисциплине слоупстайл. Вице-чемпион России 2015 года.
Двукратный победитель финалов Кубка России 2014-15 гг.
Открывал Олимпийскую трассу по слоупстайлу в Сочи на 22 Олимпийских зимних играх в Сочи.
Комментировал вместе с Владимиром Стогниенко на канале Россия лыжный слоупстайл Олимпийских игр в Сочи.
В 2016 году закончил спортивную карьеру. Так же с 2016 по 2022 год являлся тренером сборной команды России по фристайлу в дисциплине слоупстайл и биг эйр.

### Спортивные достижения
- Банное озеро, Магнитогорск 2006 — 1 и 2 место на ежегодных соревнованиях «БГВ»
- Банное озеро, Магнитогорск 2009 — 1 место на ежегодных соревнованиях «БГВ»
- Банное озеро, Магнитогорск 2010 — 1 место на ежегодных соревнованиях «БГВ»
- Москва 2013 — 1 место на ежегодных соревнованиях «Большие гонки журнала „Выбирай“» 2013 Grand Prix De Russie слоупстайл

#### Кубки России
- Москва 2011 — 1 место на Первом официальном Кубке России по фристайлу в дисциплине халфпайп
- Москва 2011 — 2 место на Первом официальном Кубке России по фристайлу в дисциплине слоупстайл
- Солнечная долина, Миасс 2014 — 1 место Финал Кубка России по фристайлу в дисциплине слоупстайл
- Солнечная долина, Миасс 2015 — 1 место Финал Кубка России по фристайлу в дисциплине слоупстайл

#### Чемпионат России
- Октябрьский 2012 — 3 место чемпионат России по фристайлу в дисциплине слоупстайл
- Солнечная долина, Миасс 2014 — чемпион России по фристайлу в дисциплине слоупстайл
- Солнечная долина, Миасс 2015 — 2 место чемпионат России в дисциплине слоупстайл

#### Russian Freestyle Games
- Солнечная долина, Миасс 2015 — серебро (слоуп-стайл)

### Достижения тренерской карьеры
Юниорские чемпионаты мира
- Cardrona, New Zealand 2018 — золото и бронза в дисциплине биг эйр
- Cardrona, New Zealand 2018 — серебро в дисциплине слоупстайл
- Красноярск, Россия 2021 — золото в дисциплине слоупстайл
- Красноярск, Россия 2021 — золото и бронза в дисциплине биг эйр

Чемпионаты мира
- Park City, USA 2019 — 6е место в дисциплине биг эйр
- Aspen, USA 2021 — золото и серебро в дисциплине биг эйр

Олимпийские игры
- PyeongChang, Korea2018 — 12 и 14 места в дисциплине слоупстайл
- Beijing, China 2022 — 10 место в дисциплине биг эйр
- Beijing, China 2022 — 4 место в дисциплине слоупстайл